# Franciszek Woś (duchowny)
Franciszek Woś (ur. 27 stycznia 1914 w Jagielle, zm. 13 maja 2009 tamże) – polski ksiądz rzymskokatolicki, w diecezji przemyskiej, działacz Armii Krajowej.

## Życiorys
Urodził się 27 stycznia 1914 roku w Jagielle, jako syn Ignacego i Marii Kulpa. Wykształcenie powszechne zdobył w szkole powszechnej w Jagielle, a w latach 1926–1933 kształcił się w gimnazjum klasycznym w Jarosławiu. W 1935 roku zgłosił się do Szkoły Podchorążych Rezerwy 24 Dywizji Piechoty w Jarosławiu, którą ukończył w stopniu plutonowego-podchorążego. W 1936 roku wstąpił do Wyższego Seminarium Duchownego w Przemyślu. W 1939 roku wybuch wojny przerwał studia, a od 1940 roku dalsze studia kontynuował w konspiracyjnym seminarium w Brzozowie. 4 maja 1941 roku w Brzozowie przyjął święcenia kapłańskie z rąk bpa Franciszka Bardy.
W latach 1941–1942 był wikariuszem w parafii Husów, w której wstąpił do Związku Walki Zbrojnej. Otrzymał pseudonim ,,Czajka” i został dowódcą drużyny, która 2 marca 1942 roku przeprowadziła akcję zdobycia niemieckiej broni. Po dekonspiracji został zmuszony do zmiany miejsca zamieszkania. W latach 1942–1944 był wikariuszem w parafii Majdan Sieniawski, gdzie pod zmienionym nazwiskiem Franciszek Jasiewicz nadal brał udział w konspiracyjnych działaniach Armii Krajowej. W latach 1942–1946 był wikariuszem w parafii Tuligłowy, a w latach 1946–1949 w parafii Bachórzec. W latach 1949–1951 był wikariuszem w parafii Grodzisko Dolne. W latach 1951–1957 był ekspozytem w parafii Siedliska i administratorem ekscuriendo w parafii Borownica.
W 1957 roku został proboszczem w parafii Świętoniowa, gdzie zbudował nowy kościół. W 1989 roku przeszedł na emeryturę i powrócił do rodzinnej Jagiełły. Zmarł 13 maja 2009 roku.

## Odznaczenia
- W 1948 roku odznaczony Medalem Wojska Polskiego i Krzyżem Armii Krajowej przez emigracyjny rząd polski w Londynie.